# جريبات خضر (القبيطة)

تعديل مصدري - تعديل

جريبات خضـر هي إحدى قرى عزلة كرش بمديرية القبيطة التابعة لمحافظة لحج، بلغ تعداد سكانها 52 نسمة حسب تعداد اليمن لعام 2004.